# Elena Kondakova
Elena Vladímirovna Kondakova  (en ruso, Елена Владимировна Кондакова; Mytishchi, Óblast de Moscú, Unión Soviética, 30 de marzo de 1957) es la tercera mujer cosmonauta soviética/rusa y la primera mujer que hizo un vuelo espacial de larga duración. Cuenta en su carrera con dos vuelos espaciales.

## Biografía
Al terminar sus estudios en 1980 en la Universidad Técnica Estatal Bauman de Moscú empezó a trabajar como ingeniera en NPO "Energía". 
En 1983 se graduó en la facultad de Historia del Arte y Estética Marxista-Leninista de la Universidad de Marxismo-Leninismo de la URSS.
De 1990 a 1992 cursó la preparación básica de vuelos espaciales en el Centro Gagarin de entrenamiento de cosmonautas, para posteriormente prepararse en calidad de ingeniero de a bordo de la tripulación adicional para el programa EO-16 en la estación espacial Mir, junto con el cosmonauta Aleksandr Viktorenko. Más tarde pasó a prepararse como miembro de la tripulación principal.
Realizó su primer vuelo el 3 de octubre de 1994, que duraría hasta el 22 de marzo de 1995, como ingeniera a bordo de la Soyuz TM-20 y de la estación espacial Mir. La duración total se estableció en 169 días, 5 horas, 21 minutos y 35 segundos. Al finalizar el vuelo, mediante un decreto presidencial del 10 de abril de 1995, por el heroísmo y coraje que demostró durante la misión principal en el complejo espacial Mir, Yelena recibió la condecoración de Heroína de la federación de Rusia.
En diciembre de 1995 se presentó como candidata para la Duma estatal en las segundas elecciones parlamentarias rusas, pero no resultó elegida.
Desde agosto de 1996 hasta mayo de 1997 se entrenó para la misión Atlantis STS-84 en el programa del sexto acoplamiento con la estación espacial Mir; en este segundo vuelo, entre el 15 y el 24 de mayo de 1997, asumió el rol de especialista de vuelo.
En 1999 fue elegida finalmente como diputada de la Duma (cámara baja del parlamento ruso).
Actualmente Kondakova es diputada de la Duma por el partido Rusia Unida (Единая россия) y miembro del Comité de Presupuestos e Impuestos de la Cámara Baja. Posee numerosas condecoraciones y la medalla de honor de la NASA “Por el Vuelo Espacial”. Vive en Moscú y estuvo casada con Valeri Ryumin, piloto cosmonauta de la Unión Soviética, dos veces Héroe de la Unión Soviética.